# Apple File System
Apple File System (APFS) är ett filsystem för Mac OS, IOS, tvOS och watchOS utvecklat av Apple. Filsystemet är ämnat att adressera problem med det äldre filsystemet HFS Plus (även betecknat HFS+ och Mac OS Extended) som också är utvecklat av Apple. Främst ligger fokus på kryptering, men andra förbättringar av till exempel hastighet, säkerhetskopiering och skalbarhet är också viktiga. I den första skarpa versionen fungerar Apple File System endast på flash- och SSD-minnen, men en framtida uppgradering kommer att lägga till stöd för såväl mekaniska hårddiskar som Apples kombinerade Fusion Drive-lösning.
Från och med IOS version 10.3 (släppt 27 mars 2017) är Apple File System det förvalda operativsystemet på alla Iphone- och Ipad-enheter, och enheternas flash-minnen konverteras automatiskt och utan dataförluster till APFS i samband med systemuppgraderingen. Från och med macOS version 10.13 "High Sierra" (släppt 25 september 2017) är Apple File System det förvalda filsystemet även för datorer, och i samband med systemuppgraderingen konverteras flash- och SSD-baserade datorers HFS Plus-formaterade interna enheter automatiskt till Apple File System. Detta inkluderar enheter krypterade med Apples Filevault-programvara, och konverteringen sker även här sömlöst och utan dataförluster. Emellertid bibehåller 10.13 "High Sierra" fullt stöd för HFS Plus för hårddisk- och Fusion Drive-baserade datorer, samt för externa lagringslösningar.